# Dreibund

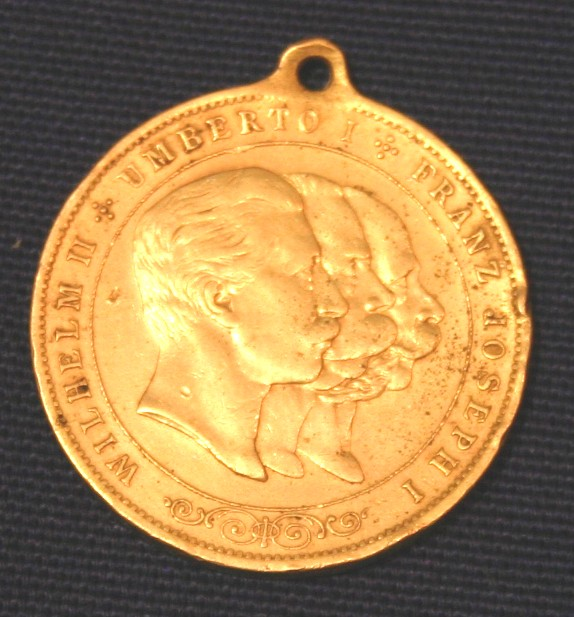
Medaille des Dreibundes mit Konterfei von Wilhelm II., Umberto I. und Franz Joseph I.

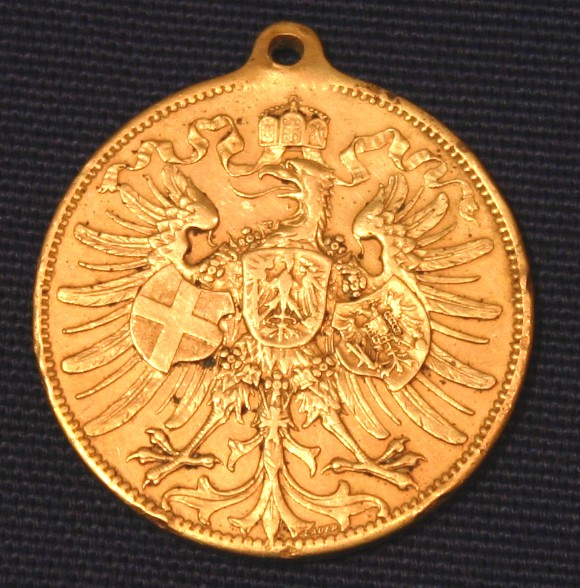
Revers der Medaille mit Brustschilden des Königreichs Italien (Wappen des Hauses Savoyen), des Deutschen Kaiserreichs und der Österreich-Ungarischen Monarchie

Als Dreibund wird ein geheimes Defensivbündnis zwischen dem Deutschen Kaiserreich, Österreich-Ungarn und dem Königreich Italien bezeichnet. Es entstand am 20. Mai 1882 durch den Beitritt Italiens zum Zweibund, der im Oktober 1879 geschlossen worden war und als separates Vertragswerk weiterbestand. Italien erhoffte sich vom Dreibund einen Rückhalt für seine kolonialen Bestrebungen in Afrika.
Am 30. Oktober 1883 trat Rumänien dem Dreibund bei, der bis 1912 alle fünf Jahre erneuert wurde. Das Bündnis verlor um die Jahrhundertwende an Bedeutung und zerbrach im Ersten Weltkrieg endgültig. Italien und Rumänien erklärten sich 1914 für neutral, bis sie 1915 bzw. 1916 auf Seiten der Entente in den Krieg eintraten.

## Verpflichtungen
Der Vertrag verpflichtete die Unterzeichner zu gegenseitiger Unterstützung im Falle eines gleichzeitigen Angriffs zweier anderer Mächte oder eines unprovozierten französischen Angriffs auf Deutschland oder Italien. Auf Wunsch Italiens wurde eine Klausel beigefügt, dass seine Teilnahme nicht als gegen Großbritannien gerichtet verstanden werden soll. Wie schon im Zweibund-Vertrag wurde Österreich-Ungarn von der Verpflichtung befreit, Deutschland gegen Frankreich zu unterstützen.

## Das Bündnis aus deutscher Sicht
Der Dreibund rundete Bismarcks Neuaufbau seines Bündnissystems nach dem Berliner Kongress 1878 ab. Mit ihm wurde nun auch Italien vertraglich an Deutschland gebunden. Zum einen sollte damit der Rivalität zwischen Österreich und Italien auf dem Balkan und an der östlichen Adriaküste die Schärfe genommen werden, andererseits konnte Italien langfristig als militärischer Partner in einem deutsch-französischen Krieg Deutschlands südliche Flanke entlasten.

## Bedeutung für die italienische Kolonialpolitik
Unmittelbarer Anlass für den Beitritt Italiens zum Zweibund war der Einmarsch französischer Truppen in Tunesien, das mit dem Bardo-Vertrag vom 12. Mai 1881 zum französischen Protektorat erklärt wurde. Italien erhoffte sich vom Dreibund einen Rückhalt für seine Kolonialpolitik gegenüber Frankreich und Großbritannien. Nach dem Risorgimento wollte Italien am Wettlauf um Afrika teilnehmen und sah  seine kolonialen Ambitionen durch Frankreichs Politik in Nordafrika gefährdet. In der Folge konzentrierten sich die italienischen Bestrebungen auf Ostafrika, wo es mit Eritrea und Italienisch-Somaliland in den 1880ern ein Kolonialimperium aufzubauen versuchte (siehe Italienisch-Ostafrika). Es blieb dabei aber von der freien Durchfahrt durch den Suez-Kanal abhängig, der seit der Intervention 1881/82 von Großbritannien kontrolliert wurde. Durch die Niederlage im Italienisch-Äthiopischen Krieg 1895/96 erlitt diese Politik einen schweren Rückschlag. Ein Erfolg gelang Italien erst wieder 1911 mit der Eroberung Libyens im Italienisch-Türkischen Krieg.

## Ende des Dreibunds
Obwohl am 1. November 1913 noch eine erneute „Dreibundmarinekonvention“ für die Seekriegsführung im Mittelmeer in Kraft trat, zerbrach das Bündnis de jure 1915, als Italien nach der Unterzeichnung des geheimen Londoner Vertrages den Dreibundvertrag kündigte, um wenig später auf der Seite der Entente in den Ersten Weltkrieg einzutreten. Tatsächlich spielte der Dreibund schon seit der Jahrhundertwende keine tragende Rolle mehr in der deutschen Außenpolitik: Italien gelangte 1902 zu einem Interessenausgleich mit Frankreich über die kolonialen Sphären in Nordafrika und 1909 mit Russland über die beiderseitigen Interessen auf dem Balkan. Die Bosnische Annexionskrise von 1908 belastete das Verhältnis zu Österreich-Ungarn schwer und der Krieg Italiens gegen das Osmanische Reich 1911/12 war nicht mit den deutschen Bemühungen zur Verbesserung des deutsch-türkischen Verhältnisses zu vereinbaren. Deutschland setzte auch deshalb bereits frühzeitig umso fester auf die bestehenden Verbindungen mit Österreich-Ungarn im Zweibund.
Italien kündigte am 3. Mai 1915 den Dreibund auf, nachdem es am 26. April 1915 den Londoner Vertrag mit der triple Entente abgeschlossen hatte.

## Weblink
- Wortlaut des Vertrags bei Deutsche Geschichte in Dokumenten und Bildern (DGDB).